# Adoretus nasalis
Adoretus nasalis är en skalbaggsart som beskrevs av Gilbert John Arrow 1917. Adoretus nasalis ingår i släktet Adoretus och familjen Rutelidae. Inga underarter finns listade i Catalogue of Life.